# Arenga westerhoutii
Arenga westerhoutii är en enhjärtbladig växtart som beskrevs av William Griffiths. Arenga westerhoutii ingår i släktet Arenga och familjen Arecaceae. Inga underarter finns listade i Catalogue of Life.